# Salmo dentex
Salmo dentex е вид лъчеперка от семейство Пъстървови (Salmonidae).

## Разпространение и местообитание
Видът е разпространен в Албания, Босна и Херцеговина, Гърция, Северна Македония, Хърватия и Черна гора.
Обитава сладководни басейни и реки.

## Описание
На дължина достигат до 62 cm.